# Diadromus varicolor
Diadromus varicolor là một loài tò vò trong họ Ichneumonidae.